# Dżedefhor
|             |     |    |
| \| \| \| \| |     |    |
|             |     |    |
| G5          | R11 | I9 |

| G5 | R11 | I9 |

|             |     |    |
| \| \| \| \| |     |    |
|             |     |    |
| G5          | R11 | I9 |

| G5 | R11 | I9 |

|             |     |    |
| \| \| \| \| |     |    |
|             |     |    |
| G5          | R11 | I9 |

| G5 | R11 | I9 |

|             |     |    |
| \| \| \| \| |     |    |
|             |     |    |
| G5          | R11 | I9 |

| G5 | R11 | I9 |

Dżedefhor – domniemany władca starożytnego Egiptu z IV dynastii
Syn Cheopsa i jednej z jego żon Meritites. Ojciec Chentkaus, matki władców Sahure i Neferikare. Niektórzy uczeni (D.B. Redford) sądzą, że nie był w ogóle władcą, inni (Helck, Grimal), opierając się na graffiti z okresu Średniego Państwa, widzą go wśród następców Cheopsa. Po śmierci Kawaba był głównym konkurentem Dżedefre w walce o władzę, ale tę walkę przegrał. Po śmierci Dżedefre mógł wstąpić na tron, jego panowanie było jednak krótkie, prawdopodobnie kilkumiesięczne, w 2546 r. p.n.e. (Kwiatkowski). 
Zgodnie z tradycją był pisarzem, autorem Nauk Dżedefhora, którą starożytni uczniowie poznawali w szkole i której fragmenty stały się przysłowiowe. Uchodził za odkrywcę czterech najważniejszych rozdziałów Księgi umarłych. Był poważanym uczonym i znawcą tekstów grobowych już za czasów panowania swojego ojca Cheopsa. Zmarł w okresie panowania Menkaure (Mykerinosa). 
Występuje w Pieśni Harfiarza i w Papirusie Westcar: to właśnie on wprowadza czarodzieja Dżedi do swego ojca. Mity wytworzone wokół jego postaci utrudniają ocenę roli historycznej, jaką odegrał.
Pochowany w mastabie w Gizie (Schneider) lub w piramidzie w Sakkarze (Kwiatkowski). Nieukończona mastaba została celowo zniszczona, nie wiadomo jednak, czy była to zemsta, czy dzieło rabusiów.